# Беспорядки в Вади-Салиб
Беспорядки в Вади-Салиб (ивр. אירועי ואדי סאליב‎) — серия уличных демонстраций и беспорядков в районе города Хайфа Вади-Салиб в 1959 году, направленных против дискриминации восточных евреев, а также правительства, возглавляемого партией «МАПАЙ».

## История

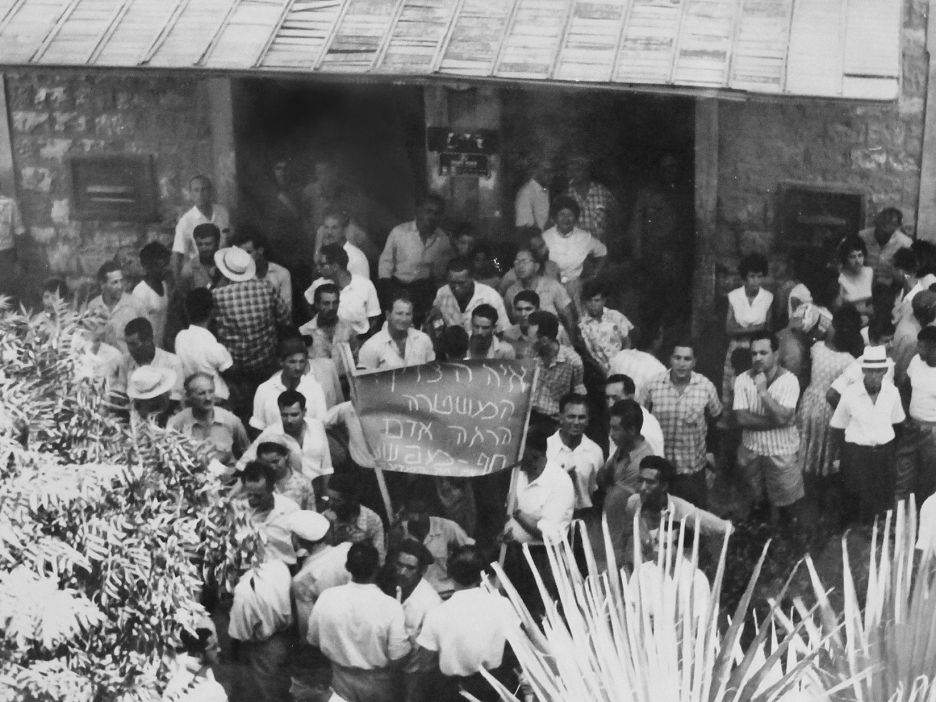
Жители района Вади Салиб проводят демонстрацию перед полицейским участком Хайфы после выстрела в Яакова Элькарифа

8 июля 1959 года полиция задержала жителя Хайфы Яакова Элькарифа. Когда он начал вести себя беспорядочно и кидать пустые бутылки в полицейских, посланных для его ареста, он получил огнестрельное ранение в ногу и был серьёзно ранен. Жители окружили полицейскую машину и вытащили из неё офицера. Его отпустили только после того, как в воздух были произведены выстрелы.
Это событие вызвало противоречивые свидетельства. Один свидетель утверждал, что Элькариф спровоцировал офицера угрозами. Другой свидетель заявил, что в Элькарифа, которого воспринимали через призму стереотипов о марокканском иммигранте, то есть как жестокого и вспыльчивого, стреляли из-за его низкого социального положения. Наконец, другой свидетель утверждал, что офицер стрелял с намерением успокоить ситуацию и в результате случайно ранил Элькарифа.
После того как распространились ложные слухи о его смерти, на следующий день несколько сотен жителей Вади-Салиба двинулись в район Хадар-ха-Кармель, населенный преимущественно ашкеназскими евреями, разбивая витрины магазинов и поджигая автомобили. Вернувшись в Вади-Салиб, разгневанные демонстранты напали на штаб-квартиру МАПАЙ и Гистадрут. Полиция попыталась разогнать демонстрантов силой, в результате чего были ранены 13 полицейских и 2 демонстранта, а 34 демонстранта были арестованы.
11 июля беспорядки вспыхнули в других городах Израиля, населенных выходцами из Северной Африки, таких как Тверия, Беэр-Шева и Мигдаль-ха-Эмек. Утверждалось, что беспорядки не были полностью спонтанными и что в планировании некоторых из них участвовало местное движение «Ликуд Йоцей Цфон Африка» (Союз иммигрантов из Северной Африки). Давид Бен-Харуш, один из основателей движения, был отправлен в тюрьму и находясь в заключении, баллотировался на следующих выборах в Кнессет, хотя и не смог преодолеть избирательный барьер.
19 июля была создана комиссия во главе с судьёй Моше Эциони для исследования причин появления протестов и работы полиции. В докладе комиссии было опровергнуто мнение о спланированном мотиве беспорядков и признавалось бедственное положение восточных евреев.